# Boișoara
Boişoara é uma comuna romena localizada no distrito de Vâlcea, na região de Oltênia. A comuna possui uma área de 76.76 km² e sua população era de 1484 habitantes segundo o censo de 2007.